# Bosquerola encaputxada
La bosquerola encaputxada (Setophaga citrina) és una espècie d'ocell de la família dels parúlids (Parulidae) que cria als boscos de l'est dels Estats Units, des de sud-est de Nebraska, Iowa i Minnesota cap al sud, fins a l'est de Texas i nord de Florida. Passa l'hivern a les Bahames, Antilles, est de Mèxic i Amèrica Central.